# Globotruncana
Globotruncana, en ocasiones erróneamente denominado Clobotruncana, es un género de foraminífero planctónico de la subfamilia Globotruncaninae, de la familia Globotruncanidae, de la superfamilia Globotruncanoidea, del suborden Globigerinina y del orden Globigerinida. Su especie tipo es Pulvinulina arca. Su rango cronoestratigráfico abarca desde el Santoniense hasta el Maastrichtiense (Cretácico superior).

## Descripción
Globotruncana incluía especies con conchas trocoespiraladas, generalmente biconvexas truncadas; sus cámaras eran inicialmente subglobulares y finalmente angulares, petaloideas o seleniformes en el lado espiral; sus suturas intercamerales eran curvadas, elevadas y nodulosas en el lado espiral, e incididas, niveladas o elevadas en el lado umbilical (carenas circumcamerales en ambos lados); su contorno era redondeando o lobulado; su periferia era truncada y bicarenada, con las dos carenas separadas por una banda imperforada; la carena del lado umbilical estaba menos desarrollada y podía estar ausente en las últimas cámaras; su ombligo era muy amplio, ocupando a veces la mitad del diámetro de la concha, y rodeado por las carenas circumcamerales que forman una hombrera umbilical; su abertura principal era interiomarginal, umbilical, protegida por un pórtico o un sistema de tegilla que cubría la mayor parte del ombligo y provista de aberturas accesorias proximales y distales; presentaban pared calcítica hialina, finamente perforada con poros cilíndricos, con la superficie generalmente lisa en el lado espiral y en ocasiones pustulada en el lado umbilical, sobre todo en las primeras cámaras.

## Discusión
Clasificaciones posteriores han incluido Globotruncana en la superfamilia Globigerinoidea. Antes de la definición progresiva de géneros en la familia Globotruncanidae, Globotruncana se utilizaba como un taxón "cajón de sastre" para incluir multitud de especies ahora incluidas en Abathomphalus, Contusotruncana, Dicarinella, Gansserina, Globotruncanella, Globotruncanita, Helvetoglobotruncana, Marginotruncana, Praeglobotruncana, Pseudothalmanninella, Rotalipora, Rugotruncana, Sigalitruncana, Thalmanninella, o en otros géneros más recientemente definidos.

## Paleoecología
Globotruncana incluía especies con un modo de vida planctónico, de distribución latitudinal cosmopolita, preferentemente tropical-subtropical, y habitantes pelágicos de aguas intermedias a profundas (medio mesopelágico a batipelágico superior).

## Clasificación
Se han descrito numerosas especies de Globotruncana. Entre las especies más interesantes o más conocidas destacan:
- Globotruncana aegyptiaca †
- Globotruncana arca †
- Globotruncana bulloides †
- Globotruncana dupeublei †
- Globotruncana esnehensis †
- Globotruncana falsostuarti †
- Globotruncana insignis †
- Globotruncana lapparenti †
- Globotruncana linneiana †
- Globotruncana mariei †
- Globotruncana nothi †
- Globotruncana orientalis †
- Globotruncana pseudoconica †
- Globotruncana rosetta †
- Globotruncana rugosa †
- Globotruncana ventricosa †

Un listado completo de las especies descritas en el género Globotruncana puede verse en el siguiente anexo.
En Globotruncana se han considerado los siguientes subgéneros:
- Globotruncana (Praeglobotruncana), aceptado como género Praeglobotruncana
- Globotruncana (Rotalipora), aceptado como género Rotalipora
- Globotruncana (Rotundina), aceptado como género Rotundina
- Globotruncana (Rugoglobigerina), aceptado como género Rugoglobigerina
- Globotruncana (Rugotruncana), aceptado como género Rugotruncana
- Globotruncana (Thalmanninella), también considerado como género Thalmanninella y aceptado como Rotalipora
- Globotruncana (Ticinella), aceptado como género Ticinella